# António de Medeiros Franco
António de Medeiros Franco (Achada do Nordeste, 12 de Março de 1882 — Ribeira Grande, 21 de Março de 1959) foi bacharel em Direito pela Universidade de Coimbra (1911), advogado e político, ligado ao Partido Republicano Português e depois ao Partido Democrático. Considerado orador eloquente, poeta inspirado, grande escritor e músico notável, regeu o Órfeon Académico de Coimbra, em Paris. Foi deputado e senador durante a Primeira República Portuguesa.

## Biografia
Formado em Direito, exerceu a advocacia e foi notário na Ribeira Grande, localidade onde se fixou e residiu até falecer.
Militante republicano, entre outras funções políticas de relevo, foi administrador do concelho da Ribeira Grande e comissário da Polícia.
Foi deputado eleito pelo círculo eleitoral de Ponta Delgada ao Congresso da República no período de 1915 a 1917. 
Em 1917 foi nomeado governador civil do Distrito Autónomo de Ponta Delgada, exercendo o cargo entre 21 de Setembro e 13 de Dezembro de 1917, sendo destituído com o advento do sidonismo.
Foi Senador da República na legislatura de 1922 a 1925, sendo na altura considerado um dos influentes do Partido Democrático e convidado para Ministro.
Uma das suas propostas que teve vencimento foi a ampliação dos poderes das Juntas Gerais dos Distritos Autónomos, permitindo-lhes vender bens sem autorização prévia do Governo para aquisição de material hospitalar.
Foi considerado pelos seus conterrâneos um espírito brilhante e orador de renome e Ruy Galvão de Carvalho classifica-o como poeta de grande talento e poeta do sentimento.
Para além de ser lembrado no toponímia da Ribeira Grande e do Nordeste, a escola do primeiro ciclo da sua freguesia natal, a Achada do Nordeste, tem o seu nome.